# Världsmästerskapen i bågskytte 1991
Världsmästerskapen i bågskytte 1991 arrangerades i Kraków i Polen mellan 19 och 24 augusti 1991.

## Medaljsummering

### Recurve
| Event                          | Guld                    | Silver                | Brons               |
| Herrarnas individuella tävling | Simon Fairweather (AUS) | Wadim Szikariew (URS) | Chung Jae-Hun (KOR) |
| Damernas individuella tävling  | Kim Soo-Nyung (KOR)     | Lee Eun-Kyung (KOR)   | Zehra Oktem (TUR)   |
| Herrarnas lag                  | Sydkorea                | Sovjetunionen         | USA                 |
| Damernas lag                   | Sydkorea                | Sovjetunionen         | Sverige             |

### Medaljtabell
| Pl. | Nation        | Guld | Silver | Brons | Totalt |
| --- | ------------- | ---- | ------ | ----- | ------ |
| 1   | Sydkorea      | 3    | 1      | 1     | 5      |
| 2   | Australien    | 1    | -      | -     | 1      |
| 3   | Sovjetunionen | -    | 3      | -     | 3      |
| 4   | USA           | -    | -      | 1     | 1      |
| 4   | Sverige       | -    | -      | 1     | 1      |
| 4   | Turkiet       | -    | -      | 1     | 1      |